# Ideyselli
Els Ideyselli foren una tribu de l'Adrar, d'origen berber, una de les més importants de la regió.
Derrotats a l'inici del segle xviii pels hàssan àrabs van perdre l'hegemonia política i van haver de pagar tribut a l'emir d'Adar, però van conservar un important pes demogràfic i militar. L'emir va emprar les oposicions a la tribu per evitar el sorgiment d'un poder polític tribal estable; aquesta política va tenir el seu màxim en els regnats dels emirs Ahmed Ould M'Hammed i Ahmed Ould Sidi Ahmed; en temps del primer es va produir l'assassinat d'un cap influent de la tribu, Seyh Ould Newsri, i la sortida de la major part de la tribu cap a un exili al Tagant.
A l'arribada dels francesos (1909) un dels caps de fracció, Buseyf Ould Busama del Awlad Hannun (de la mateixa fracció que Seyh Ould Newsri que va tenir com a successor al front de la tribu a Busama, el pare de Buseyf) va intentar negociar la seva submissió a França, eliminant així la tutela emiral. El coronel Henri Gourad va considerar que parlava en nom de totes les fraccions de la tribu, però que les altres fraccions només el seguien en aquest moment per interès temporal però en un altre moment podien no obeir-lo. Com que el sotmetiment a França no va suposar eliminar la influència de l'emir (un emir diferent que va governar entre 1910 i 1913) les fraccions aviat van retirar el suport a Buseyf. El retorn de l'emir Sidi Ahmed Ould Ahmed va suposar la tornada absoluta a la situació anterior, i la política de l'emir tindrà eficàcia. L'emir li va presentar opositors de la mateixa fracció i els Ahel Hameyti es van separar dels Awlad Hannun (que abans ja havien dirigit un temps); també es va afavorir l'autonomia de la fracció dels Ahel Amar Ould Awn i del seu cap Ealyn Ould Haymid; va intervenir també per fer alliberar un dels seus propis partidaris, Mohammed Ould Safra, qui reivindicava la direcció de la fracció Lemhayser i havia matat el 1909 al seu rival, de la família dels Ahel Dia; Mohammed Ould Safra fou nomenat cap d'aquesta fracció el 1913. Debilitats per fraccionaments successius i per rivalitats internes els Ideyselli van poder ser atacats de front per l'emir: en ocasió de la mort d'un Ideyselli per Ahmed Ould Kerkub dels Awlad Ammoni (mort sens dubte accidental) l'emir va atiar el conflicte fins que els Ideyselli van estar disposats a rebel·lar-se; llavors l'emir va obtenir de l'administració colonial que fossin desarmats i se'ls va imposar un forta multa (1915).